# Slobidka-Skîpceanska, Cemerivți
Slobidka-Skîpceanska (în ucraineană Слобідка-Скипчанська) este un sat în comuna Vîșnivciîk din raionul Cemerivți, regiunea Hmelnîțkîi, Ucraina.

## Demografie
Componența lingvistică a localității Slobidka-Skîpceanska
     Ucraineană (99,25%)
     Alte limbi (0,75%)
Conform recensământului din 2001, majoritatea populației localității Slobidka-Skîpceanska era vorbitoare de ucraineană (99,25%), existând în minoritate și vorbitori de alte limbi.